# Asteroide tipo E

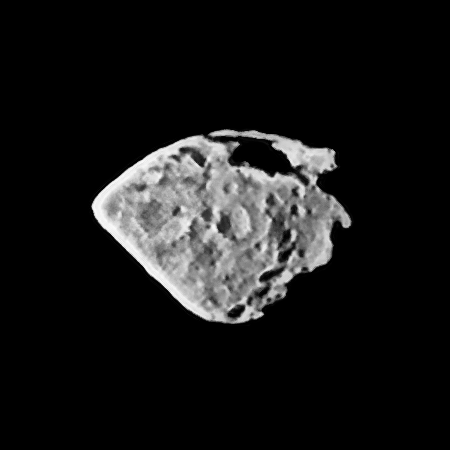
2867 Šteins, um asteroide tipo E.

Asteroides tipo E são asteroides que se julgam ter enstatita (MgSiO 3) com uma superfície condrito. Eles formam uma grande parte dos asteroides dentro do cinturão de asteroides conhecidos como família Hungaria, mas rapidamente se tornam muito raros além do cinturão de asteroides. Há, porém, alguns que estão bastante longe da borda interna do cinturão de asteroides, como 64 Angelina. Eles provavelmente se originaram a partir do manto muito reduzido de um asteroide diferenciado.

## Descrição
Os asteroides tipo E têm um alto albedo (0,3 ou ainda maior), o que os distingue dos asteroides mais comuns do tipo M. Seu espectro é inexpressivo plano a avermelhado. Provavelmente porque eles se originaram a partir da borda de um corpo-mãe maior, em vez de um núcleo, os asteroides tipo E são todos pequenos, com apenas três (44 Nysa, 55 Pandora e 64 Angelina) com diâmetros acima de 50 quilômetros e não há outros acima de 25 km (a também três maiores que atualmente possuem uma órbita atípica, c.3 UA, a partir do Sol). Acredita-se que os aubrites (meteoritos acondritos com enstatite) vêm dos asteroides tipo E. Este agrupamento pode estar relacionado com o tipo Xe da classificação SMASS.

## Cinturão E
Os asteroides tipo E da família Hungaria são provavelmente os restos da hipotética população do cinturão de asteroides E. A dispersão da maioria dos corpos que faziam parte do hipotético cinturão E podem ter sido causado pela migração dos gigantes gasosos para fora do sistema solar de acordo com simulações feitas sob o modelo de Nice - e estes asteroides dispersos do cinturão E podem por sua vez, terem sido os corpos do Intenso bombardeio tardio.

## Exploração
Em 5 de setembro de 2008, a sonda espacial Rosetta da agência espacial europeia (ESA) visitou o asteroide tipo E 2867 Šteins. Os dados espectrais da sonda confirmou que o asteroide é composto principalmente por minerais pobres em ferro como enstatite (piroxênio rico em magnésio), forsterite (olivina rica em magnésio) e feldspato.